# 阿瑟·本杰明
阿瑟·莱斯利·本杰明（英語：Arthur Leslie Benjamin，1893年9月18日—1960年4月10日），澳大利亚作曲家、指挥家、钢琴家。

## 生平
1893年生于悉尼，后到英国师事查尔斯·维利尔斯·斯坦福。1919年回澳大利亚教书，后又到英国从教，学生中包括本杰明·布里顿。他一直活跃于指挥和钢琴演奏舞台，也曾写了各种体裁的作品，最著名的作品是《牙买加伦巴》（选自他的《牙买加小品两首》），这首小曲使牙买加这个西印度群岛小国名声大增，本杰明因此受到牙买加政府的奖励。他的电影配乐包括《擒凶记》等。1960年逝世于伦敦。